# Сноуборд на зимних Олимпийских играх 2014
Соревнования по сноуборду на зимних Олимпийских играх 2014 прошли с 6 по 22 февраля. Было разыграно десять комплектов наград. Впервые в истории были разыграны медали в слоупстайле. Представители этой дисциплины первыми из всех спортсменов начали соревнования на Олимпийских играх в Сочи.
Медали в параллельном слаломе были разыграны единственный раз на Олимпийских играх.

## Медали

### Общий зачёт
(Жирным выделено самое большое количество медалей в своей категории; принимающая страна также выделена)
| Общее количество медалей | Общее количество медалей | Общее количество медалей | Общее количество медалей | Общее количество медалей | Общее количество медалей |
| Место                    | Страна                   | Золото                   | Серебро                  | Бронза                   | Всего                    |
| ------------------------ | ------------------------ | ------------------------ | ------------------------ | ------------------------ | ------------------------ |
| 1                        | США                      | 3                        | 0                        | 2                        | 5                        |
| 2                        | Россия                   | 2                        | 1                        | 1                        | 4                        |
| 3                        | Швейцария                | 2                        | 1                        | 0                        | 3                        |
| 4                        | Франция                  | 1                        | 0                        | 1                        | 2                        |
| 4                        | Австрия                  | 1                        | 0                        | 1                        | 2                        |
| 6                        | Чехия                    | 1                        | 0                        | 0                        | 1                        |
| 7                        | Япония                   | 0                        | 2                        | 1                        | 3                        |
| 8                        | Канада                   | 0                        | 1                        | 1                        | 2                        |
| 8                        | Германия                 | 0                        | 1                        | 1                        | 2                        |
| 8                        | Словения                 | 0                        | 1                        | 1                        | 2                        |
| 11                       | Норвегия                 | 0                        | 1                        | 0                        | 1                        |
| 11                       | Финляндия                | 0                        | 1                        | 0                        | 1                        |
| 11                       | Австралия                | 0                        | 1                        | 0                        | 1                        |
| 14                       | Великобритания           | 0                        | 0                        | 1                        | 1                        |
| Всего                    | Всего                    | 10                       | 10                       | 10                       | 30                       |

### Медалисты

#### Мужчины

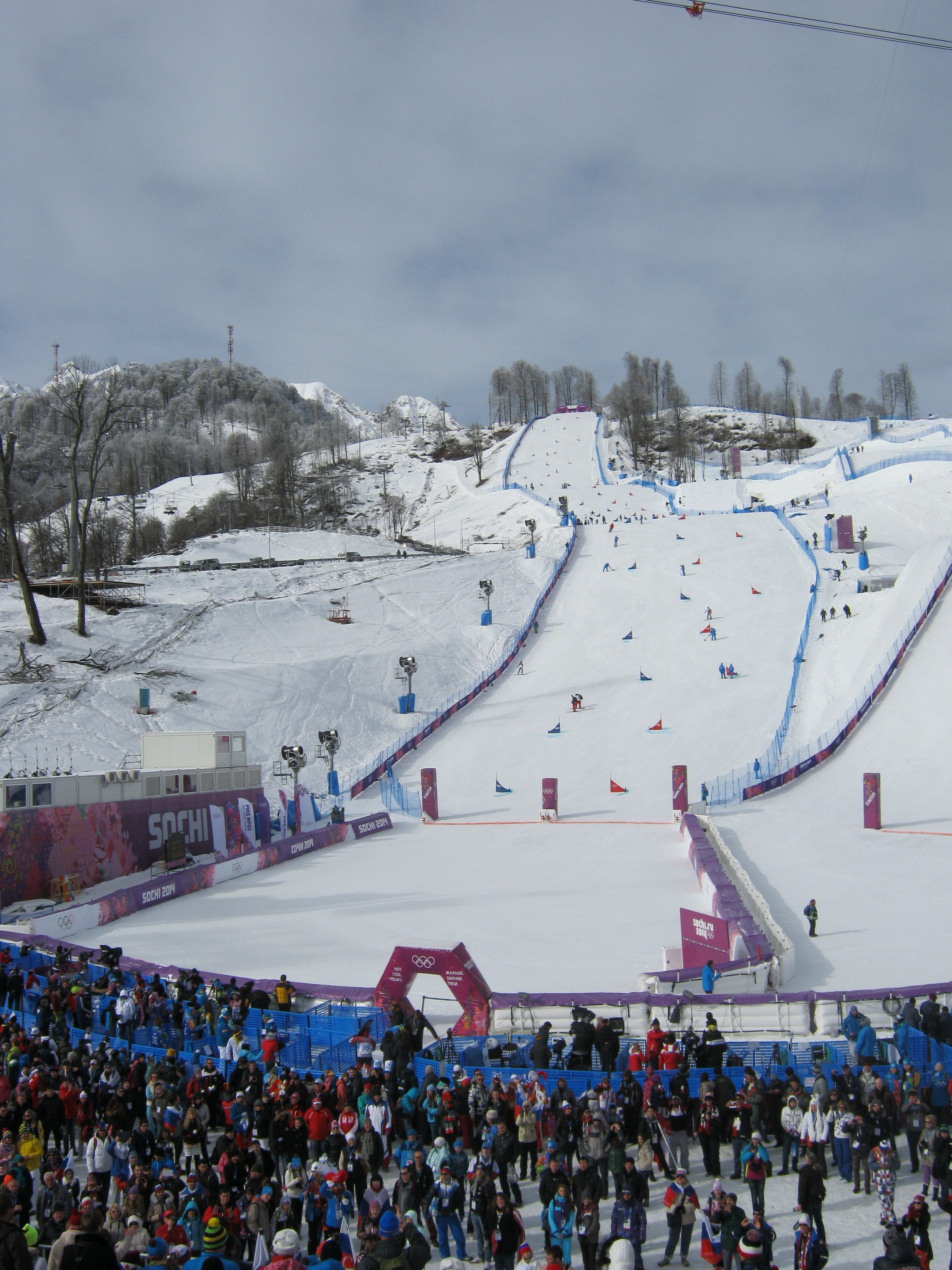
Трасса параллельного гигантского слалома

| Дисциплина                     | Золото                     | Серебро                    | Бронза                 |
| Слоупстайл                     | Сейдж Коценбург США        | Столе Сандбек Норвегия     | Марк Макморрис Канада  |
| Хафпайп                        | Юрий Подладчиков Швейцария | Аюму Хирано Япония         | Таку Хираока Япония    |
| Сноуборд-кросс                 | Пьер Вольтье Франция       | Николай Олюнин Россия      | Алекс Дейболд США      |
| Параллельный гигантский слалом | Вик Уайлд Россия           | Невин Гальмарини Швейцария | Жан Кошир Словения     |
| Параллельный слалом            | Вик Уайлд Россия           | Жан Кошир Словения         | Бенджамин Карл Австрия |

#### Женщины
| Дисциплина                     | Золото                    | Серебро                 | Бронза                      |
| Слоупстайл                     | Джейми Андерсон США       | Энни Рукаярви Финляндия | Дженни Джонс Великобритания |
| Хафпайп                        | Кейтлин Фаррингтон США    | Тора Брайт Австралия    | Келли Кларк США             |
| Сноуборд-кросс                 | Ева Самкова Чехия         | Доминик Мальте Канада   | Хлоя Трепёш Франция         |
| Параллельный гигантский слалом | Патриция Куммер Швейцария | Томока Такэути Япония   | Алена Заварзина Россия      |
| Параллельный слалом            | Юлия Дуймовиц Австрия     | Анке Карстенс Германия  | Амели Кобер Германия        |

## Расписание
Расписание всех 10 соревнований согласно официальному сайту:

Время МСК (UTC+4).
| День    | Дата                    | Старт | Финиш | Соревнование                                               |
| ------- | ----------------------- | ----- | ----- | ---------------------------------------------------------- |
| День 0  | Четверг, 6 февраля      | 10:00 | 16:40 | Слоупстайл (мужчины, женщины) — квалификация               |
| День 2  | Суббота, 8 февраля      | 12:45 | 13:45 | Слоупстайл (мужчины) — финал                               |
| День 3  | Воскресенье, 9 февраля  | 13:15 | 14:15 | Слоупстайл (женщины) — финал                               |
| День 5  | Вторник, 11 февраля     | 21:30 | 22:20 | Хафпайп (мужчины) — финал                                  |
| День 6  | Среда, 12 февраля       | 21:30 | 22:20 | Хафпайп (женщины) — финал                                  |
| День 10 | Воскресенье, 16 февраля | 13:15 | 13:55 | Сноуборд-кросс (женщины) — финал                           |
| День 11 | Понедельник, 17 февраля | 13:30 | 14:20 | Сноуборд-кросс (мужчины) — финал                           |
| День 13 | Среда, 19 февраля       | 13:00 | 14:50 | Параллельный гигантский слалом (мужчины, женщины) — финалы |
| День 16 | Суббота, 22 февраля     | 13:15 | 15:05 | Параллельный слалом (мужчины, женщины) — финалы            |

## Спортивные объекты
| Сноуборд-парк экстрим-парка «Роза Хутор» |
| ---------------------------------------- |
|                                          |
| Вместимость: 6250                        |

## Квалификация
Всего смогут участвовать 252 спортсмена: 142 мужчин и 110 женщин. Каждый НОК сможет выставить не более 14 мужчин или 14 женщин, причём не больше четырёх в каждой дисциплине. Всего не более 24 спортсменов от страны.